# Colocleora sexorbata
Colocleora sexorbata là một loài bướm đêm trong họ Geometridae.